# Mikroučenje
Mikroučenje se bavi relativno malim cjelinama znanja i kratkoročnim aktivnostima učenja. Općenito, pod terminom ‘mikroučenje’ podrazumijevaju se mikro-perspektive u kontestu učenja, obrazovanja i vježbanja. Mnogo češće, termin se koristi u domeni E-učenja i povezanim područjima u smislu nove paradigmatske perspektive u procesima učenja u posredovanim okolinama na mikro razinama.

## Uvod
U širokom smislu, mikroučenje se može shvatiti kao metafora koja se odnosi na mikro aspekte raznolikih modela, koncepata i procesa učenja. 
“Bez obzira na to da li se učenje odnosi na proces gomilanja ili organiziranja znanja, prema promjeni ponašanja, stavova, vrijednosti, mentalnih sposobnosti, kognitivnih struktura, emocionalnih reakcija, uzoraka djelovanja ili socijalnih dimenzija, u svim slučajevima imamo mogućnost razmatranja mikro, mezo i makro aspekata raznih pogleda na više ili manje kontinuirane promjene i konstantne alteracije performansi.” (Hug 2005, p. 4)
Ovisno o okviru i domeni reference, mikro, mezo i makro aspekti variraju. Oni su odnosni koncepti. Na primjer, u kontekstu učenja jezika, mikro aspekti se mogu očitovati u terminu vokabulara, fraza, rečenica, te se mogu razlikovati od situacija i epizoda (mezo aspekti) i socio-kulturalnih specifičnosti ili kompleksne semantike (makro aspekti). U više generalnom razgovoru o učenju, mogu se razlikovati između učenja pojedinaca, grupnog učenja ili učenja organizacija i učenja generacija ili društava.
Nadalje, mikroučenje označava prijelaz od uobičajenih modela učenja prema mikro perspektivama i značenju mikro dimenzija u procesu učenja. Pristup mikroučenja je rastuća paradigma, tako da nema čvrstih definicija ili dosljedne upotrebe tog termina. No, porast fokusiranja na aktivnosti mikroučenja se može vidjeti preko aktivnosti web korisnika na tu temu.
Kao obrazovna tehnologija, mikroučenje se usredotočuje na dizajn mikro aktivnosti učenja kroz mikro korake u okruženjima digitalnih medija, koji su već svakodnevna stvarnost za sve današnje obrazovne radnike. Te aktivnosti se mogu uključiti u učenikove dnevne rutine i zadaće. Za razliku od pristupa ‘tradicionalnog’ E-učenja, mikroučenje često teži prema pritisnoj tehnologiji kroz pritisne medije, što smanjuje kognitivni teret učenika. Stoga, odabir objekata mikroučenja i također ritam i tempiranje aktivnosti mikroučenja su od velike važnosti za didaktične dizajne.

## Karakterizacija mikroučenja
Mikroučenje se može karakterizirati na sljedeće načine:
- Procesi mikroučenja često proizlaze iz interakcije s mikrosadržajem, koji se odvijaju ili u dizajniranom (medijskom) okruženju (E-učenje) ili u rastućim mikrosadržajnim strukturama poput weblog postova ili social bookmark upraviteljima na webu.

- Mikroučenje može biti pretpostavka o vremenu potrebnom da se riješi zadatak, npr. odgovaranje na pitanje, memoriziranje informacije, ili traženje potrebnog resursa. Procesi učenja koji se zovu mikroučenje pokrivaju raspon od nekoliko sekundi do 15 minuta ili više. Ima neke povezanosti s terminom mikro-podučavanje, koje je već utvrđena praksa u učiteljskoj edukaciji.

- Mikroučenje se također može shvatiti i kao proces povezanih, ‘kratkih’ aktivnosti učenja, npr. učenje preko interakcije s mikrosadržajnim objektima u kratkim vremenskim okvirima. U tom slučaju, uzorak, odabir, podrška i tempo ponavljanih ili na neki drugi način ‘povezanih’ zadataka mikroučenja dolaze do izražaja.

- U širem smislu, mikroučenje je termin koji se može koristiti da opiše način na koji sve više i više ljudi obavlja neslužbeno učenje i dobivanje znanja u mikrosadržaju, mikromediji ili multitasking okruženjima, pogotovo onim koji nastaju sve više temeljeni na Web 2.0 i bežičnim web tehnologijama. U tom širem smislu, granice između mikroučenja i komplementarnog koncepta mikroznanja nisu jasno vidljive.

## Dimenzije mikroučenja
Za opis mikroučenja se koriste sljedeće dimenzije:
- Vrijeme: jedinice mikroučenja su kratkotrajne, kratkoročne, bilo po realnom vremenu, subjektivnom vremenu ili radnom vremenu

- Sadržaj: jedinice su vrlo male, uskih i sažetih tema i bave se relativno jednostavnim problematikama

- Kurikulum: kod mikroučenja se odnosi na mali dio kurikularnog okruženja, tj. dio modula, sadrži elemente neformalnog učenja itd.

- Forma: forma u mikroučenju sastoji se od fragmenata, faceta, epizoda, grumena znanja, elemenata vještina itd.

- Proces: proces mikroučenja može biti zaseban, popratan ili stvaran, smještenih ili integriranih aktivnosti, iterativnih metoda, upravljanje pažnje tj. pozornosti i svjesnost (sudjelovanje u samom procesu)

- Medijalnost: mikroučenje koristi elektronske medije, mono-media vs. multi-media, te integrirane i ukomponirane medije

- Tip učenja: repetitivno, aktivistično, reflektivno i pragmatski orijentirano, konceptualno, konstruktivno, behavioristično...

## Primjeri aktivnosti mikroučenja
- čitanje odlomka teksta, e-mail-a ili sms-a

- slušanje kratkog informativnog podcast-a ili obrazovnog video isječka

- gledanje flash-kartica

- memoriziranje riječi, vokabulara, definicije ili formulara

- sortiranje seta mikrosadržajnih objekata prema kronološkom ili logičnom redoslijedu

- biranje odgovora na pitanje

- odgovaranje na pitanja u kvizovima

- učenje kroz igru u mikro-igrama

- slaganje haiku ili kratke pjesmice

## Vanjske poveznice
- Microlearning.org. Learning, Working and Living in New Media Spaces